# Pietari Inkinen
Pietari Inkinen (Kouvola, 29 de abril de 1980) es un director de orquesta y violinista finlandés.

## Vida
Inkinen nació en 1980 en la ciudad finlandesa de Kouvola. Comenzó a estudiar violín y piano a los 4 años. De joven, también actuó en una banda de rock. Se formó en la Academia Sibelius y se graduó con diplomas en violín (2003) y dirección (2005). Posteriormente estudió violín en la Universidad de Música y Danza de Colonia con Zakhar Bron.
Lidera un trío de cámara, el Trío Inkinen.

## Carrera
En mayo de 2007 fue nombrado segundo director musical de la Orquesta Sinfónica de Nueva Zelanda. Asumió formalmente el cargo en enero de 2008. En octubre de 2013 esta orquesta anunció la extensión de su contrato hasta la temporada 2015. Concluyó su mandato a finales de 2015 y recibió el título de director honorario. Con la NZSO han grabado música de Einojuhani Rautavaara y de Jean Sibelius para el sello Naxos, y de Richard Wagner para EMI Classics.
En septiembre de 2009 se convirtió en el director invitado principal de la Orquesta Filarmónica de Japón. En abril de 2015 se anunció que sería su director principal a partir de septiembre de 2016, con un contrato inicial de 3 temporadas. Su trabajo operístico ha incluido la dirección de El anillo del nibelungo en la Ópera de Australia de Melbourne en 2013, después de la renuncia de Richard Mills.
En Europa fue nombrado nuevo director principal del Ludwigsburg Schlossfestspiele en marzo de 2014, para el período de 2015 a 2017. En octubre de 2014 la Orquesta Sinfónica de Praga anunció su nombramiento como su siguiente director principal a partir de septiembre de 2015.  Comenzó a dirigir la Sinfónica de Praga en 2007. Su primera aparición como director invitado con la Deutsche Radio Philharmonie Saarbrücken Kaiserslautern fue en 2010. En septiembre de 2016 esta orquesta le nombró su siguiente director principal, que comenzó en la temporada 2017-2018, con un contrato inicial de 4 años.
En julio de 2019 se anunció que Inkinen se encargará de la nueva producción de El anillo del nibelungo en el Festival de Bayreuth de 2020. Retrasado tres años por la pandemia, su debut en Bayreuth se produjo en el verano de 2023, con una valoración en general muy positiva por parte de crítica y público.

## Instrumentos
Inkinen ha actuado con un violín Carlo Bergonzi de 1732.